# Moraea moggii
Moraea moggii är en irisväxtart som beskrevs av Nicholas Edward Brown. Moraea moggii ingår i släktet Moraea och familjen irisväxter.

## Underarter
Arten delas in i följande underarter:
- M. m. albescens
- M. m. moggii